# Jevišovka (řeka)
Jevišovka je malá moravská řeka tekoucí přes okresy Třebíč, Znojmo a krátce Břeclav. Je to levostranný přítok Dyje, měří 81,7 km, její povodí zabírá 787,1 km².
Název je odvozen od městečka Jevišovice, kterým protéká. Obec Jevišovka při ústí byla uměle nazvána podle řeky (původně se jmenovala Frélichov).

## Průběh toku

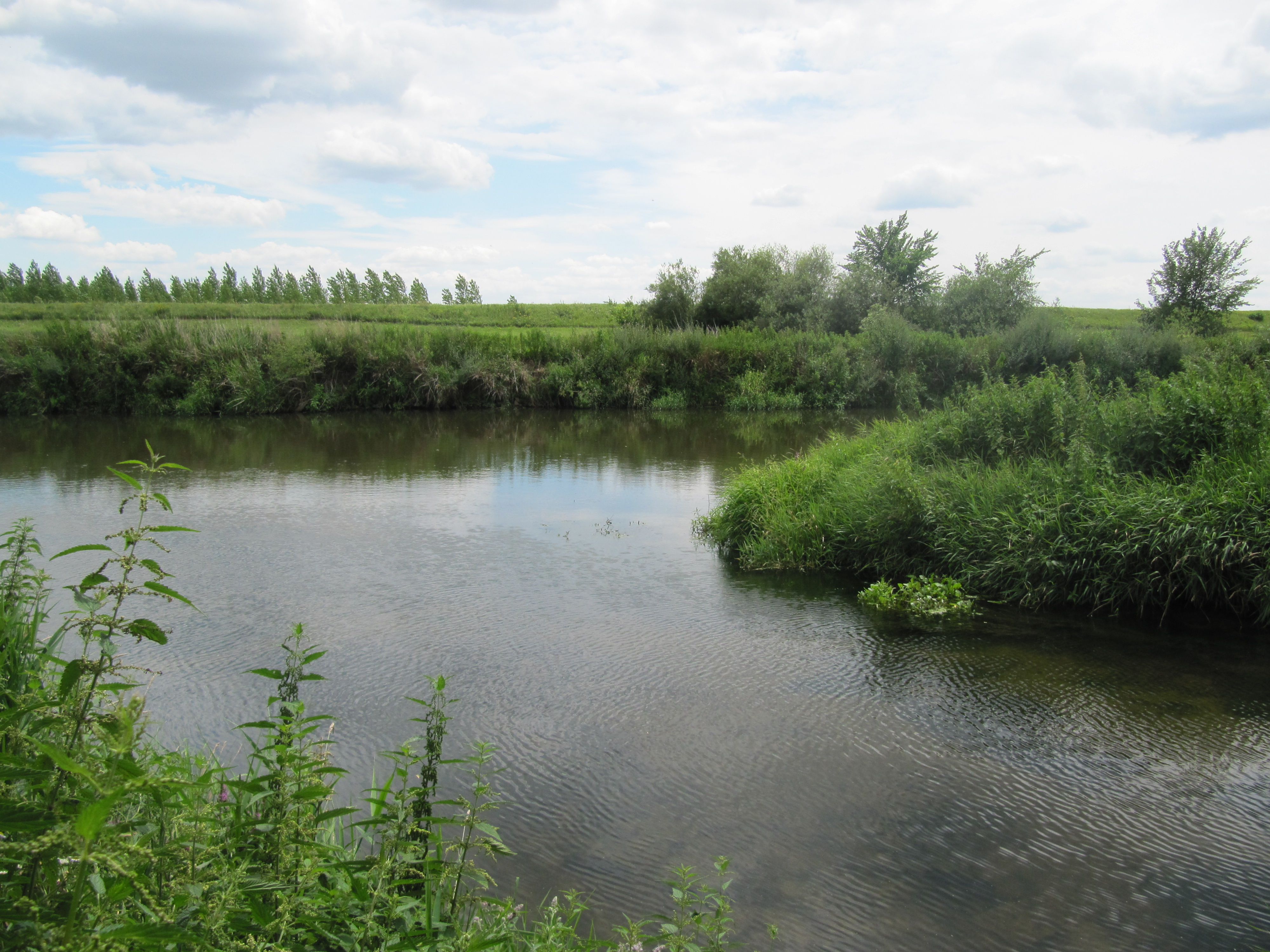
Ústí Jevišovky do Dyje

Pramení západně od Komárovic poblíž Moravských Budějovic, pod kopcem Láč, kde se nachází rozvodí Jevišovky, Želetavky a Rokytné. Teče obecně na jihovýchod až východ, zhruba s paralelně s Dyjí. Na horním a středním toku napájí řadu rybníčků a nádrží, z nichž plošně největší je vodní nádrž Výrovice, sloužící pro závlahy a rekreaci. Nad Jevišovicemi byla v letech 1894–1897 vybudována údolní nádrž, jejíž zděná hráz patří mezi nejstarší svého druhu ve střední Evropě. Nádrž slouží k regulaci průtoků, k rekreaci a sportovnímu rybolovu.
Zatímco horní a dolní tok vede otevřenou, spíše bezlesou krajinou, střední tok se prořezává okrajem Jevišovické pahorkatiny v zaklesnutém meandrujícím údolí. Přírodně cenné a turisticky atraktivní okolí tohoto úseku je chráněno v přírodním parku Jevišovka. Za vysokých vodních stavů je tato pasáž atraktivní i pro sportovní vodáky. Pod Tvořihrází řeka vstupuje do Dyjsko-svrateckého úvalu a stává se nížinným, značně regulovaným tokem, v jehož nivě se místy nacházejí zbytky lužního lesa. Do Dyje se vlévá při obci Jevišovka, těsně u státních hranic s Rakouskem.
I přes svou délku a poměrně rozsáhlé povodí má jen malý průměrný průtok, a to vlivem polohy ve srážkovém stínu Českomoravské vrchoviny. To se v zásadě týká celého povodí Dyje, ale průměrná míra odtoku z povodí Jevišovky činí pouze 1,73 l/s/km², což je jen asi polovina průměru celého povodí Dyje.

### Sídla na toku
Komárovice, Jackov, Krnčice, Častohostice, Blížkovice, Grešlové Mýto, Boskovštejn, Jevišovice, Černín, Vevčice, Rudlice (mlýn), Plaveč, Výrovice, Tvořihráz, Žerotice, Prosiměřice, Lechovice, Borotice, Božice, Hrušovany nad Jevišovkou, Jevišovka

### Přítoky
- zleva: Nedveka, Křepička, Skalička, Břežanka
- zprava: Syrovický potok, Ctidružický potok, Plenkovický potok, Únanovka

## Vodní režim
Hlásné profily:
| místo                    | říční km | plocha povodí | průměrný průtok (Qa) | stoletá voda (Q100) | poznámky           |
| ------------------------ | -------- | ------------- | -------------------- | ------------------- | ------------------ |
| Jevišovice               | 55,00    | 139,66 km²    | 0,31 m³/s            | 36,0 m³/s           | –                  |
| Výrovice                 | 33,40    | 382,05 km²    | 0,67 m³/s            | 60,0 m³/s           | –                  |
| Božice                   | 15,20    | 643,80 km²    | 0,89 m³/s            | 77,0 m³/s           | –                  |
| Hrušovany nad Jevišovkou | 4,90     | 769,30 km²    | 1,35 m³/s            | 78,5 m³/s           | není aktualizováno |

## Využití
Napájí řadu rybníčků a dvě vodní nádrže, využívá se hlavně pro závlahy. Za vysokých vodních stavů je sjízdná pro vodáky.

## Povodně
V roce 2014 došlo na řece k velkým povodním. Byla přirovnána ke stoleté vodě.
Přesně za 10 let na den stejně v roce 2024 došlo k povodním skoro na stejných místech.  Aktuálně dle ČHMÚ a Mapy.cz (14. září 2024) dosahuje na měřící stanici Jevišovka, Plaveč 3. povodňového stupně (ohrožení).[chybí lepší zdroj]
Situace na Vodní nádrži Jevišovice je stále monitorována, aktuálně je na 2. povodňovém stupni (pohotovost).

## Přírodní a kulturní zajímavosti na toku
- přírodní park Jevišovka
- rybník Mírovec
- tvrz Boskovštejn
- vodní nádrž Jevišovice
- Jevišovice – městská památková zóna, dva zámky a zřícenina hradu
- přírodní památka Lapikus
- mokřady Plaveč
- zámek Plaveč s rotundou ze 12. století
- vodní nádrž Výrovice
- přírodní památka Výrovické kopce
- zámek Lechovice
- lovecký zámeček Samota (Allein) u Borotic
- přírodní památka Božický mokřad
- Emin zámek u Pravic
- objekty čs. opevnění u Jevišovky